# Бо Сінн
Бо Сінн (англ. Bo Sinn), також відомий під псевдонімами Bo Dirt, Damien Soup, Devo і Yan Devo, справжнє ім'я — Яннік Дево (фр. Yannick Deveaux) (нар., 8 листопада 1985, Квебек, Канада) — канадський порноактор, котрий переважно знімається в гей-порно.

## Біографія
В інтерв'ю журналу Inside Porn, Бо зазначив, що перейшов від гетеросексуального кіно для дорослих до гей-індустрії, коли його режисер Геб Вуд, яка на той час знімала сцену з ним, відвела Бо на окремий знімальний майданчик, намагаючись переконати його, що йому слід зніматися в гей-порно.
Наприкінці серпня 2017 року він написав у своєму офіційному профілі, що тільки-но відповів на дзвінок з приводу можливої вакансії: «Знаючи, що я на 100 відсотків натурал і знаю, що роблю, можливо, скоро я знімуся в сцені чоловіка з чоловіком».
У грудні того ж року він опублікував у своєму офіційному профілі, що знімається для BROMO, який, у свою чергу, випустив виробничий трейлер. Перший із серії фільмів продюсера називається «Security Watch [NSFW]». У сцені також бере участь Райан Боунс, який вже визнаний продюсерською компанією Монреаля. Бо продовжив зйомки для LegalPorno.

## Нагороди і номінації
| Рік  | Нагорода           | Категорія                                                                          | Результат | Посилання |
| ---- | ------------------ | ---------------------------------------------------------------------------------- | --------- | --------- |
| 2018 | Inked Awards       | Best Male Clip Artist                                                              | Номінація | [ 5 ]     |
| 2019 | ALTPORN Awards     | Male Performer of the Year                                                         | Номінація | [ 5 ]     |
| 2020 | XBIZ EUROPA Awards | Best Sex Scene — Gonzo, Russians Are Cumming (2020)                                | Номінація | [ 5 ]     |
| 2020 | GAYVN              | Best Fetish Scene, Wall Stuffed 1 (2019)                                           | Номінація | [ 5 ]     |
| 2021 | GAYVN              | Best Fetish Scene, Raw Understall (2019)                                           | Номінація | [ 5 ]     |
| 2021 | AVN Awards         | Best Foreign-Shot Group Sex Scene, I Fucking Love Berlin (2020)                    | Номінація | [ 5 ]     |
| 2023 | AVN Awards         | Best International Group Sex Scene, Anna De Ville and Lydia Black: DAP Duel (2022) | Номінація | [ 5 ]     |
| 2023 | AVN Awards         | Best Trans Group Sex Scene, Natalie Mars Goddess Of Whores (2022)                  | Номінація | [ 5 ]     |